# Mesacmaea laevis
Mesacmaea laevis is een zeeanemonensoort uit de familie Haloclavidae. De anemoon komt uit het geslacht Mesacmaea. Mesacmaea laevis werd in 1864 voor het eerst wetenschappelijk beschreven door Verrill. 